# Paul Smura
Paul Smura (* 26. Dezember 1889 in Schwerin an der Warthe (heute: Skwierzyna/Polen); † 16. Juni 1957 in München) war ein deutscher Maler und Gewerkschafter.
Smura war nach einer Malerlehre ab 1910 in Ansbach als Maler und Geschäftsführer tätig. Von 1922 bis zu seiner Entlassung 1933 war er Gewerkschaftsangestellter in Ansbach, Karlsruhe und München. Von 1945 bis 1957 war er 1. Vorsitzender der Bezirksleitung Bayern der IG Bau-Steine-Erden und zugleich 3. Bundesvorstand der Gewerkschaft.
Vom 4. Dezember 1947 bis zum Tod war er Mitglied des Bayerischen Senats.